# فاترا الصغرى

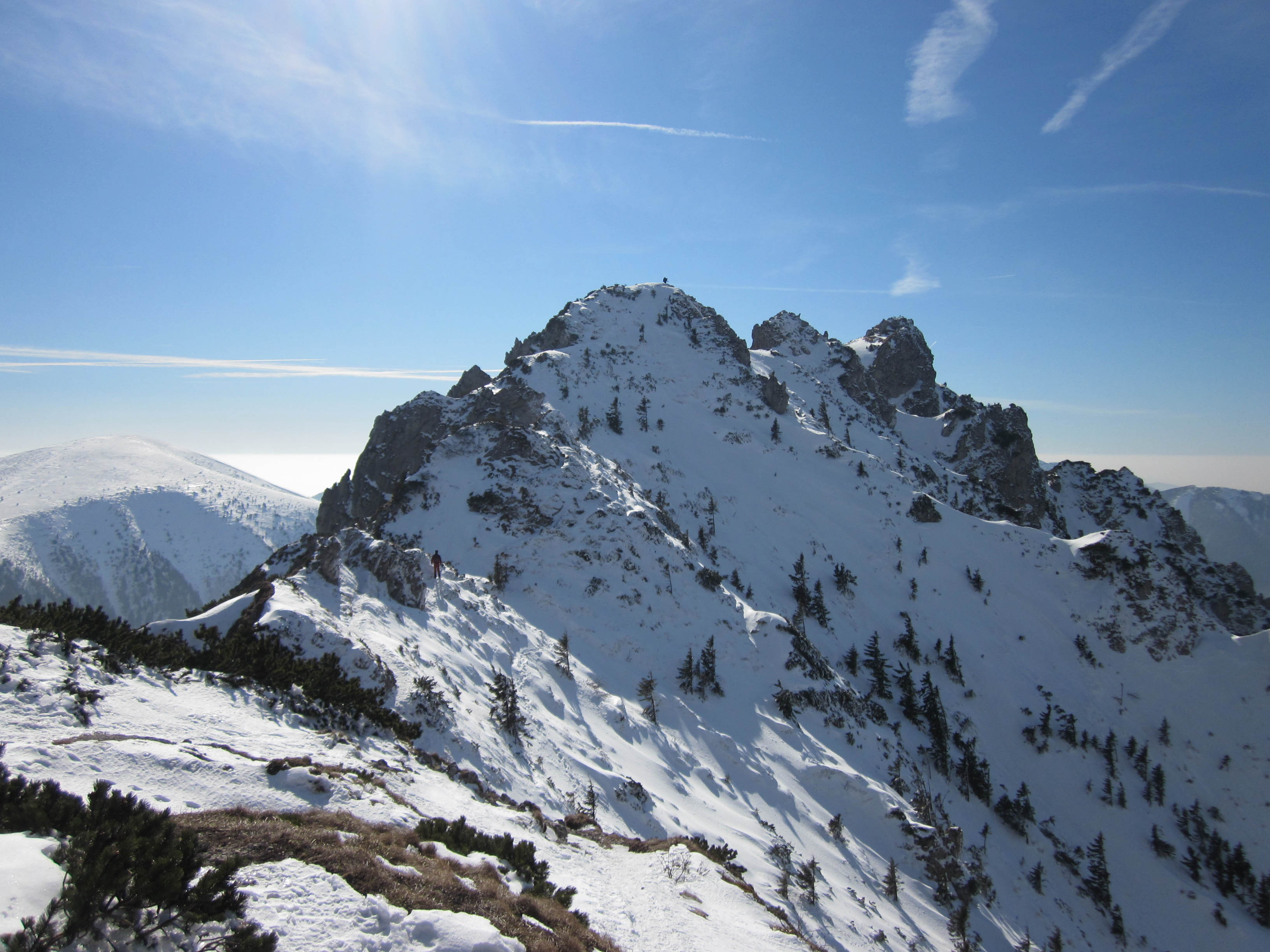
Veľký Rozsutec

جبال فاترا الصغرى سلسلة جبال في جبال كارابات الغربية في شمال غرب وسط سلوفاكيا. تقع بين عدة مدن هي نيتريانسكا برافنو وستريشنو ومارتن وجاجريفا.